# Reinhard Rieger
Reinhard Rieger (ur. 10 maja 1943 w Linz, zm. 11 października 2006 w Birgitz) – austriacki zoolog, specjalizujący się w morfologii i anatomii porównawczej bezkręgowców, ze specjalnym uwzględnieniem mejofauny. 

## Edukacja i kariera naukowa
Ukończył studia biologiczne na Uniwersytecie Wiedeńskim, a następnie pracował na Uniwersytecie Karoliny Północnej w Chapel Hill. Od 1985 do śmierci związany był z Uniwersytetem w Innsbrucku, gdzie pełnił funkcje dyrektora Instytutu Zoologii oraz Departamentu Badań Ultrastrukturalnych i Biologii Ewolucyjnej.

## Dokonania
Prowadził badania nad takimi grupami jak mikroskopijne płazińce, pierścienice, brzuchorzęski, czy szczękogębe. Jest odkrywcą zaliczanej obecnie do pierścienic rodziny Lobatocerebridae, której przynależność systematyczna przez wiele lat pozostawała tajemnicą dla zoologów i która niekiedy była wyłączana w osobny typ zwierząt. W 1974 razem z Wolfgangiem Sterrerem opisał po raz pierwszy należącą do płazińców rodzinę Retronectidae w obrębie rzędu Catenulida, natomiast w 1995 wraz z Sethem Tylerem wykazał pokrewieństwo szczękogębych z wrotkami i kolcogłowami.

## Upamiętnienie
Od 2008 Uniwersytet w Innsbrucku we współpracy z czasopismami „Zoomorphology” i „Journal of Morphology” przyznają coroczną nagrodę w zoomorfologii im. Reinharda Riegera, prestiżowe wyróżnienie dla zoologów zajmujących się funkcjonalnymi i ewolucyjnymi aspektami morfologii zwierząt.
Kilka gatunków mikroskopijnych zwierząt zostało nazwane na cześć Reinharda Riegera, m.in.:
- wirek Paramyozonaria riegeri Sopott-Ehlers & Schmidt, 1974
- wirek bezjelitowy Daku riegeri Hooge & Tyler, 2008
- wirek Opisthocystis riegeri Timoshkin, 2010
- pierścienica Lobatocerebrum riegeri Kerbl, Bekkouche, Sterrer & Worsaae, 2015